# Thijs van Hofwegen
Thijs van Hofwegen (Haarlemmermeer, 30 januari 1992) is een voormalig Nederlands profvoetballer die als verdedigende middenvelder speelde.

## Loopbaan
Van Hofwegen debuteerde in het seizoen 2013/14 bij FC Utrecht. Op 19 oktober 2013 kwam hij in een wedstrijd tegen NAC Breda in de 87e minuut in het veld voor Yassin Ayoub. Na een stage tekende hij in de zomer van 2014 een contract voor twee seizoenen bij N.E.C. Als reservespeler werd hij met die club kampioen van de Eerste divisie. Van Hofwegen raakte al vroeg in het seizoen 2014/15 geblesseerd. In het seizoen 2015/16 was hij ingedeeld bij Jong N.E.C. en hij maakte in het voorjaar van 2016 weer zijn rentree. Na afloop van het seizoen liep zijn contract af.
In februari 2017 vond hij een nieuwe club in FC Twente. Van Hofwegen werd op amateurbasis voor de rest van het seizoen toegevoegd aan de selectie van Jong FC Twente, dat uitkomt in de Tweede divisie. Hij maakte zijn debuut voor dit team op 4 februari 2017 in een uitwedstrijd tegen BVV Barendrecht. In de zomer van 2017 verliet hij de club. Eind januari 2018 sloot Van Hofwegen aan bij SV TEC dat eveneens in de Tweede divisie speelt. Hij sluit zich na de degradatie met TEC aan bij Quick Boys in seizoen 2018-2019. Op 11 februari wordt bekend dat hij stopt met zijn actieve voetbalcarrière vanwege zijn wens om als ondernemer in het buitenland aan de slag te gaan.

## Carrièrestatistieken
| Seizoen                         | Club       | Land      | Competitie     | Wed. | Goals |
| ------------------------------- | ---------- | --------- | -------------- | ---- | ----- |
| 2013/14                         | FC Utrecht | Nederland | Eredivisie     | 2    | 0     |
| 2014/15                         | N.E.C.     | Nederland | Eerste divisie | 0    | 0     |
| 2015/16                         | N.E.C.     | Nederland | Eredivisie     | 0    | 0     |
| Totaal                          | Totaal     | Totaal    | Totaal         | 2    | 0     |
| Bijgewerkt tot 20 augustus 2019 |            |           |                |      |       |